# Sharur
Sharur (en azéri Şərur) est une ville et municipalité de la République autonome de Nakhitchevan en Azerbaïdjan. C'est la capitale du raion de Sharur.